# Archivio di Stato di Fermo
L'Archivio di Stato di Fermo è l'ufficio periferico del Ministero per i beni e le attività culturali che per legge conserva la documentazione storica prodotta dagli enti pubblici della provincia di Fermo e per deposito volontario, custodia temporanea, donazione o acquisto ogni altro archivio o raccolta documentaria di importanza storica.

## Storia
L'Archivio di Stato di Fermo trae origine dalla Sezione dell'Archivio di Stato di Ascoli Piceno, istituita, prima in Italia, con d.m. del 10 luglio del 1965, in applicazione del d.p.r 1409/1963, la c.d. legge archivistica. A seguito della costituzione della Provincia di Fermo con l. 147 dell'11 giugno 2004, è stato elevato ad istituto autonomo, con d.m. del 28 dicembre 2007.

## Patrimonio
Il materiale documentario conservato è ricchissimo e di grande rilevanza storica e rispecchia la notevole importanza che Fermo ebbe nelle vicende storiche della regione. Si segnalano, in particolare, il fondo del Comune di Fermo, con un ricco nucleo di pergamene, gli archivi notarili di Fermo, di Sant'Elpidio a Mare e di Montegiorgio, versati tra il 1975 e il 1989. Di notevole interesse sono anche i fondi della Prefettura del dipartimento del Tronto (1808-1816), della Delegazione apostolica (1817-1860) e della Sottoprefettura di Fermo (1860-1926). Ricchi e di gran consultazione sono il Catasto prenapoleonico e napoleonico (1537 - 1825) e il Catasto fabbricati e terreni di Fermo (1876 - 1972) e i catasti dei territori limitrofi.
Da segnalare, infine, gli archivi di persona, tra cui quelli delle famiglie Vinci (secc. XVI - XX), Pascucci-Righi (secc. XVI - XX) e Gigliucci (1637 - 1891).